# Grevillea diminuta
Grevillea diminuta là một loài thực vật có hoa trong họ Quắn hoa. Loài này được L.A.S.Johnson miêu tả khoa học đầu tiên năm 1962.